# Hubertus von Lerchenfeld
Hubertus Maximilian Dieter Freiherr von Lerchenfeld (* 30. April 1971 in Waiblingen) ist ein deutscher Schauspieler, Synchronsprecher, Dialogbuchautor und Dialogregisseur.

## Leben
Lerchenfeld synchronisiert vor allem Anime-Filme und auch Schauspieler wie Jason Segel sowie Seth Green und Ben Barnes in den Filmen Die Chroniken von Narnia – Teil 2 und Teil 3. Seit Ende der 2000er Jahre betätigt sich Hubertus von Lerchenfeld auch als Synchronautor und -regisseur.
Er ist mit der Synchronsprecherin Stefanie von Lerchenfeld verheiratet.

## Sprechrollen (Auswahl)
Hiroaki Hirata als Vinsmoke Sanji
- 2003–2010, seit 2014: One Piece (Animeserie)
- 2011: One Piece – Abenteuer auf der Spiralinsel!
- 2011: One Piece – Jackos Tanz Festival (Kurzfilm)
- 2011: One Piece – Chopper auf der Insel der seltsamen Tiere
- 2011: One Piece – Die Könige des Fußballs (Kurzfilm)
- 2011: One Piece – Das Dead End Rennen
- 2011: One Piece – Der Fluch des heiligen Schwerts
- 2011: One Piece – Baron Omatsuri und die geheimnisvolle Insel
- 2011: One Piece – Schloss Karakuris Metall-Soldaten
- 2012: One Piece – Abenteuer in Alabasta – Die Wüstenprinzessin
- 2012: One Piece – Chopper und das Wunder der Winterkirschblüte
- 2012: One Piece – Strong World
- 2013: One Piece Z
- 2016: One Piece – Episode of Ruffy – Abenteuer auf Hand Island
- 2016: One Piece – Episode of Nami – Die Tränen der Navigatorin
- 2016: One Piece Gold
- 2016: One Piece – Episode of Merry – Die Geschichte über ein ungewöhnliches Crewmitglied
- 2016: One Piece – Abenteuer auf Nebulandia
- 2017: One Piece – Episode of Sabo
- 2017: One Piece – 3D2Y – Überwinde Aces Tod!

Seth Green
- 1997: als Scott Evil in Austin Powers – Das Schärfste, was Ihre Majestät zu bieten hat
- 1999: als Scott Evil in Austin Powers – Spion in geheimer Missionarsstellung
- 2002: als Scott Evil in Austin Powers in Goldständer
- 2004: als Patrick in Scooby Doo 2 – Die Monster sind los
- 2008: als Ezekiel in Spritztour
- 2011: als Milo (Realaufnahme) in Milo und Mars

Jason Segel
- 2011: als Gary (Sprache) in Die Muppets
- 2012: als Tom Solomon in Fast verheiratet
- 2012: als Jason in Immer Ärger mit 40
- 2016: als David Foster Wallace in The End of the Tour

Will Yun Lee
- 2006: als Mazarin in Gefallene Engel 2
- 2007: als Mazarin in Gefallene Engel 3

Ben Barnes
- 2008: als Prinz Kaspian in Die Chroniken von Narnia: Prinz Kaspian von Narnia
- 2010: als Prinz Kaspian in Die Chroniken von Narnia: Die Reise auf der Morgenröte

### Filme
- 1993: als „Thackery Binx“ in Hocus Pocus
- 1993: Ryan Toby als Westley Glen 'Ahmal' James in Sister Act - In göttlicher Mission
- 1998: Wataru Takagi als Fergus in Pokémon – Der Film: Mewtu gegen Mew
- 1998–2012: Frank Welker als Fred in den Scooby-Doo-Filmen
- 2001: Eric Jungmann als Ricky Lipman in Nicht noch ein Teenie-Film!
- 2002: Ryan Reynolds als Mike Hanson in Die Hochzeitsfalle
- 2003: Rove McManus als Baz in Findet Nemo
- 2003: Colin Hanks als Mark in 11:14
- 2005: Kōichi Yamadera als Sir Aaron in Pokémon 8 – Lucario und das Geheimnis von Mew
- 2006: Steve Howey als Weatherby in D.O.A. – Dead or Alive
- 2006: James Earl III als Donald Madlock in Spiel auf Bewährung
- 2009: Ebon Moss-Bachrach als Gavin in The Marc Pease Experience

### Serien
- 1984: Antonin Kala als Oskar Blecher in Der fliegende Ferdinand
- 1987: Brennan Thicke als Scott Trakker (2. Stimme) in M.A.S.K.
- 1993–1996: Jonathan Brandis als Lucas Wolenczek in Seaquest DSV
- 1994–1997: Glenn Quinn als Mark Healy (2. Stimme) in Roseanne
- 1995: Yasunori Matsumoto als Gourry Gabriev in Slayers
- 1995–1998: Hiroyuki Satou als Motoki Furuhata in Sailor Moon
- 1996: Noriko Hidaka als Jean Roque Raltique in Die Macht des Zaubersteins
- 1996: Yasunori Matsumoto als Gourry Gabriev in Slayers Next
- 1997: Jun’ichi Kanemaru als Tsutomu Asai in Sailor Moon
- 1998: Masami Kikuchi als Toshiyuki Nishino in Sailor Moon
- 1998–2001: Danny Cooksey als Milo Kamalani in Pepper Ann
- 1999–2010: als Yoyo in SimsalaGrimm
- seit 1999: Trey Parker als Jimmy Vulmer/Phillipp in South Park
- 2000–2006: Peter Linz als Pip (Sprache) in Der Bär im großen blauen Haus
- 2001: Stephen Furst als Booster in Captain Buzz Lightyear – Star Command
- 2002: Yuji Mitsuya als Dr. Ono Tofu in Ranma ½
- 2002: Jensen Ackles als Alec/X-5 494 in Dark Angel
- 2003: Urara Takano als Kai Hiwatari in Beyblade
- 2003–2005: Taiki Matsuno als Koga in Inu Yasha
- 2003–2006: Matt Winston als Daniels in Star Trek: Enterprise
- 2004: Naoki Imamura als Mr. Tanaka in Sonic X
- 2004–2005: Yūko Satō als Yo Asakura in Shaman King
- 2005: Craig Veroni als Dr. Peter Grodin in Stargate Atlantis
- 2005–2007: Jerry Trainor als Crazy Steve in Drake & Josh
- 2005–2009: Tahmoh Penikett als Lt. Karl „Helo“ Agathon in Battlestar Galactica
- 2006: Masashi Oosato als Masaru Kato in Gantz
- 2006: Corey Burton als Ozker in Kuzco’s Königsklasse
- 2008–2014: Jason Segel als Marshall Eriksen in How I Met Your Mother
- 2011: Rob Ostlere als Ser Waymar Royce in Game of Thrones
- 2012–2015: Jacob Pitts als Tim Gutterson in Justified
- 2012–2019: Sean Maguire als Robin Hood in Once Upon a Time – Es war einmal …
- 2013–2014: Adam Busch als Neal in Men at Work
- 2013–2014: Paul Scheer als Dr. Andre Nowzick in The League
- 2014–2016: Steve Lund als Nick Sorrentino in Bitten
- 2019–2021: Makoto Furukawa als Hatsuharu Soma in Fruits Basket
- seit 2023: Taz Skylar als Vinsmoke Sanji in One Piece (Live-Action-Serie)

### Videospiele
- Jade Empire: Wächter Yung
- Mass Effect: Jeff „Joker“ Moreau
- Mass Effect 2: Jeff „Joker“ Moreau
- Mass Effect 3: Jeff „Joker“ Moreau
- Halo 3: Marine Soldat
- Fable: The Lost Chapters: Bürger
- Samurai Warriors: Yukimura Sanada

### Weitere Sprechertätigkeiten
- Sprecher bei der Doku-Soap Die PS-Profis auf Sport1
- Off-Stimme bei Frauendingsbums auf Sixx

### Dialogbuch/-regie
- Jump In! (2007)
- Ein Ort für die Ewigkeit (2008)
- Mein Freund auf vier Pfoten (2008)
- Fröhliche Weihnachten, Drake & Josh (2009)
- The Good Guy – Wenn der Richtige der Falsche ist (2011)
- Sex on the Beach 2 (2014).

 Dialogbuch 
- Shark (2008–2009)
- Rules of Engagement (seit 2009)

 Synchronregie 
- Worst Week (2011)
- Justified (2012–2015)
- The 100 (2014–2020).